# Obołoń Kijów
Obołoń Kijów (ukr. Футбольний клуб «Оболонь» Київ, Futbolnyj Kłub „Obołoń” Kyjiw) – ukraiński klub piłkarski z siedzibą w stolicy Ukrainy – Kijowie. Założony w roku 1992 jako Zmina.
W latach 2002–2005 i 2009–2012 występował w rozgrywkach ukraińskiej Premier-lihi.

## Historia
Chronologia nazw:
- 1992: Zmina Kijów (ukr. «Зміна» Київ)
- 1993–1995: Zmina-Obołoń Kijów (ukr. «Зміна-Оболонь» Київ)
- 1995–1996: Obołoń Kijów (ukr. «Оболонь» Київ)
- 1997–2001: Obołoń-PPO Kijów (ukr. «Оболонь-ППО» Київ)
- 23 maja 2001–31 grudnia 2012: Obołoń Kijów (ukr. «Оболонь» Київ)

Piłkarski klub został założony w 1992 roku przez entuzjastów na bazie szkoły piłkarskiej „Zmina”. Nazwa klubu Zmina Kijów pochodziła od nazwy reprezentowanej szkoły. W następnym roku do klubu przyszedł bogaty sponsor – browary ukraińskie „Oboloń”. Klub odpowiednio zmienił nazwę na Zmina-Obołoń Kijów. W sezonie 1993/94 klub debiutował w amatorskiej lidze i zajął 3 miejsce. Następnego sezonu klub już był pierwszym w lidze i awansował do rozgrywek Drugiej Lihi.
W 1995 klub otrzymał status profesjonalny i nową nazwę Obołoń Kijów. W pierwszym sezonie 1995/96 zajął 4 miejsce. W następnym sezonie po rundzie jesiennej klub zmienił nazwę na Obołoń-PPO Kijów. Od 23 maja 2001 klub nazywał się Obołoń Kijów i zaczął wschodzenie po szczeblach do góry. Po zakończeniu sezonu 2000/01 klub awansował do Pierwszej Lihi (w której już występował w sezonie 1999/00), a potem po sezonie 2001/02 do Wyższej Lihi. Po sezonie 2004/05 klub został zdegradowany do Pierwszej Lihi. Latem 2009 roku powrócił do Premier-lihi, ale po trzech sezonach ponownie spadł do Pierwszej Lihi. W grudniu 2012 roku klub dotknęły problemy finansowe, a główny sponsor odmówił dalszego finansowania. Klub został rozformowany.
1 lutego 2013 na bazie Obołoni powstał nowy klub Obołoń-Browar Kijów, do którego przeszło większość piłkarzy starego klubu. Głównym trenerem obrano Serhija Sołdatowa.

## Sukcesy

### Ukraina
- I Liga (Wyszcza Liha/Premier Liha):

6 miejsce: 2003/04
- II Liga (Persza Liha):

wicemistrz: 2009
brązowy medalista: 2002, 2006, 2007, 2008
- Puchar Ukrainy:

1/4 finału: 2010

### Europa
nie uczestniczył

## Trenerzy
- 09.1993–10.1995:  Stanisław Honczarenko
- 10.1995–06.1997:  Pawło Niewierow
- 07.1997–09.1999:  Wadym Łazorenko
- 09.1999–06.2000:  Ołeh Fedorczuk
- 08.2000–11.2001:  Wołodymyr Muntian
- 03.2002–12.2004:  Petro Słobodian
- 01.2005–06.2005:  Ołeksandr Riabokoń
- 07.2005–03.2006:  Bohdan Bławacki
- 04.2006–05.2008:  Petro Słobodian
- 05.2008–06.2008:  Ihor Artymowicz (p.o.)
- 06.2008–12.2009:  Jurij Maksymow
- 01.2010–31.10.2011:  Serhij Kowałeć
- 01.11.2011–25.11.2011:  Wasyl Rac (p.o.)
- 25.11.2011–31.12.2012:  Serhij Koniuszenko (p.o.)